# Casa Silva
La Casa Silva es una casona colonial ubicado en la ciudad del Cusco, Perú. Es una de las construcciones más antiguas de la ciudad que cuenta, en su frontis, con un muro incaico y en su interior con andenería incaica. Está frente al actual Parque de la Madre, anteriormente denominada Plazoleta Silvac y flanqueado por el Convento de Santa Teresa. Se ubica cerca al cruce de la calle Siete Cuartones con la calle Santa Teresa.
Desde 1972 el inmueble forma parte de la Zona Monumental del Cusco declarada como Monumento Histórico del Perú. Asimismo, en 1983 al ser parte del casco histórico de la ciudad del Cusco, forma parte de la zona central declarada por la UNESCO como Patrimonio Cultural de la Humanidad.

## Historia
El solar donde se levanta la casa fue parte del terreno otorgado originalmente al conquistador español Diego de Silva y Guzmán en la ribera derecha del río Saphy luego de la fundación española del Cusco. Su construcción debió estar culminada en la década de 1560 ya que, en 1570, se tiene la opinión de Fray Reginaldo de Lizárraga quien señala que la casa de Silva, a diferencia de las demás casas de españoles que son sombrías y tristes, es una casa "alegre". Asimismo, queda constancia que en los años de 1571 y 1572, sirvió de hospedaje al Virrey Francisco de Toledo. Su puerta principal estuvo encajada en un muro inca y flanqueada por dos columnas salomónicas. En el interior se encontraba, además del muro inca del frente, andenes incaicos.
En 1661, la casa fue adquirida por el capitán Antonio de Zea, caballero de la Orden de Santiago, y donó la parte baja del mismo para la construcción en él del Convento de Santa Teresa cuya construcción se inició en 1673 y se mantiene en pie hasta el día de hoy. 
A fines del siglo XIX, después de la Guerra con Chile, la casa fue local de la tercera casa de moneda del Cusco y funcionó como tal en los años 1885 y 1886. 
A partir del siglo XX, la casa fue adquirida por el gobierno peruano y utilizada como sede de diversas instituciones educativas.

### Libros y publicaciones
- Angles Vargas, Víctor (1983). Historia del Cusco (Cusco Colonial) - Tomo II (Libro Segundo). Lima: Industrial grafica.
- Kubler, George (1953). «Cuzco Reconstrucción de la ciudad y restauración de sus monumentos Informe de la misión enviada por la Unesco en 1951». UNESCO. Consultado el 26 de agosto de 2019.

- Datos: Q65622124
- Multimedia: Casa Silvac / Q65622124